# Steve Pieczenik
Steve R. Pieczenik, né à La Havane, le 7 décembre 1943, est un psychiatre cubain-américain, également auteur de romans d'espionnage et de science-fiction.

## Études et services militaires
Il naît à La Havane, puis vit à Toulouse jusqu'à l'âge de 6 ans. Sa famille émigre à New York, où il fait ses études secondaires au lycée Booker T. Washington de Harlem. Il obtient une licence puis un doctorat en médecine à l'université Cornell grâce à des bourses d'études.
Durant son service militaire, il travaille à l'hôpital Saint Elizabeth de Washington, puis fait un internat de psychiatrie à l'école de médecine de Harvard tout en suivant des cours de droit. Il obtient deux Harry C. Solomon Awards pour des recherches portant sur la hiérarchie des mécanismes de défense du moi dans la décision de politique étrangère (Hierarchy of Ego Defense Mechanisms in Foreign Policy Decision Making) et les déterminants cognitivo-comportementaux du traitement des patients borderline (Cognitive Behavioral Determinants for the Treatment of Borderline Patients).
Il a le titre de fellow du Council on Foreign Relations, et est recruté par Lawrence Eagleburger comme vice sous-secrétaire d'État aux Affaires étrangères pour la gestion (Deputy Assistant Secretary of State for Management).
En 2006, il commence à travailler dans le secteur privé et crée en association avec John Neustadt sa société, la Nutritional Biochemistry, Incorporated à Bozeman dans le Montana, puis la NBI Pharmaceuticals Inc. en 2010.
Il écrit des romans et des scénarios de télévision, inspirant peut-être les personnages de Jack Ryan et de Richard Clark dans les romans de Tom Clancy[réf. souhaitée]. Il a créé avec celui-ci les romans OP Center, Net Force et la série Commanders, dont ont été tirés les téléfilms correspondants.

## Controverses
En 1992, Pieczenik a déclaré à «Newsday» que, selon son opinion professionnelle, le président George H. W. Bush était «cliniquement déprimé». En conséquence, il a été inculpé d'éthique devant l'American Psychiatric Association et réprimandé. Il a ensuite quitté l'APA.
Il se définit lui-même comme un "fauteur de troubles non conformiste. Vous établissez vos propres règles. Vous en payez les conséquences."
Le rôle qu'il a joué dans les négociations pour la libération de Aldo Moro, un politicien italien kidnappé par les Brigades rouges, est très controversé.
En 2013, Pieczenik a pris la parole dans l'émission de radio d'Alex Jones, niant que la fusillade de Sandy Hook s'était produit comme indiqué, le qualifiant d'attentat sous fausse bannière"

## Œuvre
- Mind Palace (1985)
- Blood Heat (1989)
- My Life Is Great! (1990)
- Hidden Passions (1991)
- Maximum Vigilance (1993)
- Pax Pacifica (1995)
- State of Emergency (1999)
- My Beloved Talleyrand (2005)

Sous le pseudonyme d'Alexander Court
- Active Measures (2001)
- Active Pursuit (2002)